# Jánosi-Rancz Katalin Tünde
Jánosi-Rancz Katalin Tünde (Csíkszereda, 1980. szeptember 9.) erdélyi magyar informatikus, egyetemi oktató.

## Életpályája
Csíkszeredában érettségizett 1998-ban.
A marosvásárhelyi Petru Maior Egyetemen informatika szakot végzett 2003-ban. 2006-ban a kolozsvári Babeș–Bolyai Tudományegyetemen elvégezte a Számítógépes matematika mesteri szakot, ugyanott doktorált 2014-ben Conceptual Knowledge Discovery in Databases című dolgozatával. 2003 és 2005 között programozó Marosvásárhelyen. 2004-től tanít a Sapientia Erdélyi Magyar Tudományegyetem marosvásárhelyi karán (gyakornok 2004, tanársegéd 2006, adjunktus 2015).

## Munkássága
Kutatási területei: adatbázisok, adatbányászat, szemantikus web, automata ismeretfelismerés és -kinyerés.

### Cikkei (válogatás)
- A. Biró, K.T. Jánosi-Rancz, L. Szilágyi, Real-time Artificial Intelligence Text Analysis for Identifying Burnout Syndromes in High-Performance Athletes, 22nd World Symposium on Applied Machine Intelligence and Informatics (SAMI), IEEE, 2024,  pp. 253–258. Ed.
- V. Varga, K.T. Jánosi-Rancz, B. Kálmán, Conceptual Design of Document NoSQL Database with Formal Concept Analysis, Acta Polytechnica Hungarica Vol. 13, No. 2, 2016, 229–248.
- K.T. Janosi-Rancz, A.Lajos, Semantic Data Extraction, 8th International Conference Interdisciplinarity in Engineering, INTER-ENG 2014, 9–10 October 2014, Tirgu Mures, Romania, ELSEVIER, Procedia Technology, Volume 19, 2015, Pp. 827–834.
- K.T. Janosi-Rancz, Finding, Managing and Inforcing CFDs and Ars via a semi-automatic learning strategy, Studia Universitatis Babes-Bolyai Informatica, Volume LIX, Number 2, pp. 34–49, 2014.
- K.T. Janosi-Rancz, V. Varga, XML Schema Refinement Through Formal Concept Analysis, Studia Universitatis Babes-Bolyai Informatica, Volume LVII, Number 3, pp. 49–64, 2012.
- V. Varga, K. T. Janosi-Rancz, C. Sacarea, K. Csioban, XML Design: an FCA Point of View, Proceedings of 2010 IEEE International Conference on Automation, Quality and Testing, Robotics, Theta 17th edition, Cluj Napoca, pp. 165–170.
- K. T. Janosi-Rancz, V. Varga and T. Nagy, Detecting XML Functional Dependencies through Formal Concept Analysis, 14th East European Conference on Advances in Databases and Information Systems (ADBIS), Serbia, LNCS 6295, pp. 595–598, 2010.
- D. Ignatov, K. T. Janosi-Rancz, S. Kuznetsov, Towards a framework for near-duplicate detection in document collections based on closed sets of attributes. Acta Universitatis Sapientiae Informatica, 1, 2 (2009) 215–233.
- K. T. Janosi Rancz, V. Varga, J. Puskas, A Software Tool for Data Analysis based on Formal Concept Analysis, 7th Joint Conference on Mathematics and Computer Science, Cluj, 3–6 July 2008, Studia Universitatis Babes-Bolyai Informatica, vol. LIII, No. 2, (2008) 67–78.